# 坎頓鎮區 (愛荷華州本頓縣)
坎頓鎮區（英語：Canton Township）是位於美國愛荷華州本頓縣的一個行政鎮區。

## 地方資料
根據2010年美國人口普查的數據，坎頓鎮區的面積為91.68平方千米，當中陸地面積為91.41平方千米，而水域面積為0.27平方千米。當地共有人口847人，而人口密度為每平方千米9.24人。